# Біла магія

Пентаграма з п'ятьома елементами «Дух, вода, вогонь, земля, повітря», як «природня» символіка білої магії

Біла магія — вид магічної практики, традиційно відноситься до використання надприродних сил або магії в безкорисливих цілях. Практикуючі білу магію мають такі прізвиська, як мудреці, знахарі, волхви, цілителі, білі відьми або чарівники. Багато з цих людей стверджували, що володіють здатністю робити такі речі завдяки мнимим знанням чи силі, які була передані їм спадково або через якусь надзвичайну подію пізніше в житті. Біла магія застосовувалася через зцілення, благословення, чари, заклинання, молитви та пісні. Біла магія за визначенням є доброзичливим аналогом зловмисної чорної магії.

## Історія

### Ранні витоки
Див. також: Західна езотерика
У своїй книзі «Історія білої магії» (A History of White Magic) 1978 року окультний автор Ґарет Найт простежує походження білої магії до ранніх адаптацій палеолітичної релігії та ранньої релігійної історії загалом, включаючи політеїстичні традиції Стародавнього Єгипту та пізніші монотеїстичні ідеї Юдаїзму та раннього християнства.
Зокрема, він простежив багато традицій білої магії до раннього поклоніння місцевим «богам і богиням родючості та рослинності, яким зазвичай поклонялися в святилищах на вершинах пагорбів» і були «привабливими для кочовників, які перевлаштувилася до землеробства». Він зосереджується, зокрема, на кочових івритомовних племенах і припускає, що ранні євреї сприймали поклоніння таким божествам більше як атавізм, ніж як зло. Лише коли політеїстична та язичницька Римська імперія почала розширюватися, єврейські лідери почали об'єднуватися проти цих ідей.

### В епоху Відродження
Див. також: Магія епохи Відродження
До кінця 15-го століття природна магія «стала обговорюваною у високих культурних колах». «Послідовники» Марсіліо Фічіно були прибічниками існування духовних істот і духів загалом, хоча багато таких теорій суперечили ідеям пізньої епохи Просвітництва. Хоча Римо-католицька церква вороже ставилася до Фічіно та його прихильників, сама церква також визнавала існування таких істот; це визнання було важливим для кампаній проти відьмарства, так як самих відьм вважали нечистю. Однак Фічіно висунув теорію про «чисто природну» магію, яка не вимагала виклику духів, злих або нечистих. Роблячи це, він вступив у конфлікт з Йоганесом Тритеміусом, який відмовився вірити в теорію Фічіно, але створив власні заклинання, пов'язані з спілкуванням з духами. Його твори, такі як Steganographia, не були опубліковані до 17-го століття, а потім були негайно поміщені в Індекс заборонених книг, де вони залишалися до 20-го століття. «Учень» Тритемія Генріх Корнелій Агріппа відповідав за публікацію деяких його праць і, у свою чергу, створив власну. Його праця De occulta philosophia libri tres, яка містила нариси, серед іншого, класичних елементів, нумерології, астрології та кабали, а також докладні способи використання цих вчень у медицині, алхімії, ритуалах і церемоніях. Джанбатіста делла Порта розширив багато з цих ідей у своїй Magia Naturalis.
Саме об'єднання цих ідей — ранніх «природних» релігій і пізнішого філософського мислення — на думку Найта, лежить «в основі західної традиції білої магії». Також в основі білої магії лежать символи і зокрема релігійна символіка. Зірка, як приклад наводить Найт, мала вирішальне значення для єврейської традиції, а потім і для ранніх християн (наприклад, зірка Давида), а також для пізнішої масонської традиції та неоязичництва. Це продовжує бути важливим для практиків білої магії у формі пентаграми та нічного ритуалу.
Замбеллі йде далі і припускає, що біла магія, хоча тоді і не відрізнялася від чорної магії, стала більш прийнятною формою окультних і язичницьких досліджень в епоху інквізиції та антивідьмарських настроїв. Якщо чорна магія полягала в тому, що, як робив Тритеміус, є викликом демонів, то «чисто природну» білу магію Фічіно можна було б окреслити як дослідження «природних» явищ загалом без будь-яких злих чи нерелігійних намірів. Замбеллі відносить таких вчених, як Джордано Бруно, до цієї категорії «підпільних» практиків магії.

## Сучасні інтерпретації
У своїй книзі «Магія та алхімія» (Magic and Alchemy) 2009 року Роберт М. Плейс надає широке сучасне визначення чорної та білої магії, вважаючи за краще називати їх «високою магією» (білу) та «низькою магією» (чорну), що базується на намірах того, хто їх використовує. Його сучасне визначення стверджує, що метою білої магії є «робити добро» або «привести практикуючого до вищого духовного стану» просвітлення або свідомості. Однак він визнає, що визначення («високий» і «низький») страждає від упереджень, оскільки народна магія з добрими намірами може вважатися «низькою», тоді як церемоніальна магія, що включає дорогі або ексклюзивні компоненти, може розглядатися як «висока магія», незалежно від наміру.
За словами Плейса, фактично вся доісторична шаманська магія «допомагала» білій магії, і, отже, її суть формує основу сучасної білої магії: лікування хвороби чи травми, віщування майбутнього чи тлумачення снів, пошук втрачених речей, заспокоєння духів, контроль погоди чи врожаю та породження удачі чи благополуччя.

## Поклоніння богині
Основна стаття: Богиня-мати
Хоча сучасна біла магія не є виключно жіночим заняттям, вона часто асоціюється зі стереотипно жіночими концепціями, такими як богиня-матір, феї, духи природи, єдність з природою та поклоніння богині. У сучасних оповіданнях чи казках ідея «білого відьмарства» часто асоціюється з доброю бабусею чи турботливим духом матері. Зв'язок між білою магією та Матір'ю-Землею є регулярною темою письмових робіт Маріан Ґрін.